# タッチ・マイ・ボディ
「タッチ・マイ・ボディ」（Touch My Body）は、 アメリカ合衆国の歌手マライア・キャリーの8作目のスタジオ・アルバム『E=MC2』のためにザ・ドリームをメインに他マライア、クリストファー・"トリッキー"・スチュワート、Crystal "Cri$tyle" Johnsonによって製作された楽曲。プロデュースをマライア自身、スチュワート、ザ・ドリームの3者が行っており、この楽曲はアルバムからのリード・シングルとしてリリースされた。
この楽曲「タッチ・マイ・ボディ」は、マライアにとって通算18作目となるアメリカ合衆国の総合シングルチャートBillboard Hot 100第1位に輝いている。この記録は歴代2位の記録であり、あと1曲1位をとれば、ビートルズと並び、歴代1位ギネス記録となる。

## チャート成績
「タッチ・マイ・ボディ」は、エアプレイのみで2008年2月23日付の米ビルボードのHot R&B/Hip-Hop Songsに78位で初登場した。また、1週遅れてBillboard Hot 100にも"Hot Shot" debutを獲得し57位で初登場している。現在までに、「タッチ・マイ・ボディ」はアメリカ合衆国におけるデジタル・ダウンロードで1,200,000ユニットを、Billboard Hot 100 Airplayでは最高位2位につけている。この楽曲は、2008年4月2日よりダウンロードが解禁になったことによりダウンロード・セールスを伸ばし、Billboard Hot 100では第1位に輝いている。この週のダウンロード・セールスは28万6000ユニットとなった。なお、このダウンロード数は、ブリトニースピアーズの「ウーマナイザー」に破られるまでのあいだ解禁週としては歴代1位のダウンロード数を誇っていた。このシングル第1位獲得はマライアにとって18作品目で、18曲目の1位獲得により、Hot 100の1位獲得数がエルヴィス・プレスリーと並ぶBillboard Hot 100史上歴代2位（歴代1位はビートルズ）の大快挙となった。このシングルは、RIAAからプラチナに認定されている。
カナダのシングルチャートCanadian Hot 100には97位で初登場し、最高位2位を記録している。
「タッチ・マイ・ボディ」は、イギリスのシングルチャートUK Singles Chartには99位で初登場した。翌週には6位まで上昇し、最高順位は5位を記録している。トップ40には8週、トップ75には11週チャートインした。ヨーロッパでは、ギリシャ、ポルトガル、ブルガリア、スロバキア、スイス、ドイツ、イタリア、オーストリア、チェコ共和国でトップ10入りのヒットとなった。フランス、ノルウェーのチャートにもチャートインしている。ヨーロッパ・シングルチャートEuropean Hot 100には10位で初登場し、最高位3位を記録した。
オーストラリアでは最高位17位を記録、ニュージーランドではトップ3入りするヒットとなった。

## ミュージック・ビデオ
この楽曲のミュージック・ビデオは、ブレット・ラトナーが監督している。ブレットは他にも「アイ・スティル・ビリーヴ」、「ハートブレイカー」、「サンク・ゴッド・アイ・ファウンド・ユー」、「イッツ・ライク・ザット」、「ウィ・ビロング・トゥゲザー」といったマライアのビデオに多く関わっている監督として知られている。このビデオはレニー・クラヴィッツの自宅で撮影されており、
アメリカ合衆国の著名なコメディアンジャック・マックブライヤーも出演。ビデオでは、マライアと戯れる妄想をするオタク男を演じている。
このビデオは、2008年のMTV Video Music Awardsで最優秀女性アーティスト・ビデオ賞にノミネートされた。

## 収録曲と規格
ヨーロッパ 12インチ・レコード（ピクチャー・ディスク）(1766281)
- A1 タッチ・マイ・ボディ (Radio Edit) - 3分27秒
- A2 タッチ・マイ・ボディ (Craig C's Radio Edit) - 4分2秒
- A3 タッチ・マイ・ボディ (Instrumental) - 3分27秒
- B1 タッチ・マイ・ボディ (Seamus Haji Club Mix) - 9分43秒

ヨーロッパ プロモ・CDシングル(MCTOUCHCDX1)
1. タッチ・マイ・ボディ (Radio Edit) - 3分27秒
2. タッチ・マイ・ボディ (Seamus Haji Radio Edit) - 3分54秒
3. タッチ・マイ・ボディ (Craig C's Radio Edit) - 4分2秒
4. タッチ・マイ・ボディ (Seamus Haji Club Mix) - 9分48秒
5. タッチ・マイ・ボディ (Craig C's Club Mix) - 9分56秒

日本 CD・シングル(UICL-5024)
1. タッチ・マイ・ボディ (Radio Edit) - 3分27秒
2. タッチ・マイ・ボディ (Remix feat. The-Dream)
3. タッチ・マイ・ボディ (Seamus Haji Club Mix) - 9分48秒

イギリス CDシングル 1(1766284/285)
1. タッチ・マイ・ボディ (Radio Edit) - 3分27秒
2. タッチ・マイ・ボディ (Seamus Haji Radio Edit) - 3分54秒

イギリス CDシングル 2(1766284/285)
1. タッチ・マイ・ボディ (Radio Edit) - 3分27秒
2. タッチ・マイ・ボディ (Remix feat. The-Dream)
3. タッチ・マイ・ボディ (Seamus Haji Club Mix) - 9分48秒
4. タッチ・マイ・ボディ (Video)

アメリカ合衆国 プロモ・CDシングル(ISLR16880-2)
1. タッチ・マイ・ボディ (Seamus Haji Radio Edit) - 3分54秒
2. タッチ・マイ・ボディ (Craig C's Radio Edit) - 4分2秒
3. タッチ・マイ・ボディ (Subkulcha Radio Edit) - 4分34秒
4. タッチ・マイ・ボディ (Seamus Haji Club Mix) - 9分48秒
5. タッチ・マイ・ボディ (Craig C's Club Mix) - 9分56秒
6. タッチ・マイ・ボディ (Subkulcha Remix) - 7分0秒
7. タッチ・マイ・ボディ (Seamus Haji Dub) - 8分38秒
8. タッチ・マイ・ボディ (Craig C's Dub) - 7分58秒

デジタルEP
1. タッチ・マイ・ボディ (Remix) (featuring Rick Ross & The-Dream)
2. タッチ・マイ・ボディ (Craig C Club Mix)
3. タッチ・マイ・ボディ (Craig C Radio Mix)
4. タッチ・マイ・ボディ (Craig C Dub Mix)
5. タッチ・マイ・ボディ (SEAMUS HAJI Club Mix)
6. タッチ・マイ・ボディ (Seamus Haji & Paul Emanuel Radio Mix)
7. タッチ・マイ・ボディ (Seamus Haji & Paul Emanuel Dub Mix)
8. タッチ・マイ・ボディ (Subkulcha Mix)
9. タッチ・マイ・ボディ (Subkulcha Radio Mix)
10. タッチ・マイ・ボディ (Instrumental)

## 公式ヴァージョン
- Album Version（3分25秒）
- Radio Edit（3分27秒）
- Instrumental（3分27秒）
- Remix (feat. Rick Ross & The-Dream)（4分19秒）
- Love/Hate Remix feat. The Dream（3分31秒）
- Seamus Haji Club Mix（9分48秒）
- Seamus Haji Radio Edit（3分54秒）
- Seamus Haji Dub（8分38秒）
- Craig C's Club Mix（9分56秒）
- Craig C's Radio Edit（4分2秒）
- Craig C's Dub（73分58秒）
- Subkulcha Remix（7分0秒）
- Subkulcha Radio Edit（4分34秒）
- Kris Menace Mix（5分8秒）
- Matrix Dappa Mix（5分25秒）
- Tiesto Remix（5分35秒）

## リリース日一覧
| 国/地域        | リリース日                                        |
| -------------- | ------------------------------------------------- |
| アメリカ合衆国 | 2008年2月19日（ラジオ） 2008年3月24日（デジタル） |
| ヨーロッパ     | 2008年3月28日                                     |
| イギリス       | 2008年3月31日                                     |
| 日本           | 2008年4月2日                                      |
| 台湾           | 2008年4月8日                                      |